# Communes de la province de Cosenza
- Haut – A
- B
- C
- D
- E
- F
- G
- H
- I
- J
- K
- L
- M
- N
- O
- P
- Q
- R
- S
- T
- U
- V
- W
- X
- Y
- Z

## A
- Acquaformosa
- Acquappesa
- Acri
- Aiello Calabro
- Aieta
- Albidona
- Alessandria del Carretto
- Altilia
- Altomonte
- Amantea
- Amendolara
- Aprigliano

## B
- Belmonte Calabro
- Belsito
- Belvedere Marittimo
- Bianchi
- Bisignano
- Bocchigliero
- Bonifati
- Buonvicino

## C
- Calopezzati
- Caloveto
- Campana
- Canna
- Cariati
- Carolei
- Carpanzano
- Casole Bruzio
- Cassano allo Ionio
- Castiglione Cosentino
- Castrolibero
- Castroregio
- Castrovillari
- Celico
- Cellara
- Cerchiara di Calabria
- Cerisano
- Cervicati
- Cerzeto
- Cetraro
- Civita
- Cleto
- Colosimi
- Corigliano Calabro
- Cosenza
- Cropalati
- Crosia

## D
- Diamante
- Dipignano
- Domanico

## F
- Fagnano Castello
- Falconara Albanese
- Figline Vegliaturo
- Firmo
- Fiumefreddo Bruzio
- Francavilla Marittima
- Frascineto
- Fuscaldo

## G
- Grimaldi
- Grisolia
- Guardia Piemontese

## L
- Lago
- Laino Borgo
- Laino Castello
- Lappano
- Lattarico
- Longobardi
- Longobucco
- Lungro
- Luzzi

## M
- Maierà
- Malito
- Malvito
- Mandatoriccio
- Mangone
- Marano Marchesato
- Marano Principato
- Marzi
- Mendicino
- Mongrassano
- Montalto Uffugo
- Montegiordano
- Morano Calabro
- Mormanno
- Mottafollone

## N
- Nocara

## O
- Oriolo
- Orsomarso

## P
- Paludi
- Panettieri
- Paola
- Papasidero
- Parenti
- Paterno Calabro
- Pedace
- Pedivigliano
- Piane Crati
- Pietrafitta
- Pietrapaola
- Plataci
- Praia a Mare

## R
- Rende
- Rocca Imperiale
- Roggiano Gravina
- Rogliano
- Rose
- Roseto Capo Spulico
- Rossano
- Rota Greca
- Rovito

## S
- San Basile
- San Benedetto Ullano
- San Cosmo Albanese
- San Demetrio Corone
- San Donato di Ninea
- San Fili
- San Giorgio Albanese
- San Giovanni in Fiore
- San Lorenzo Bellizzi
- San Lorenzo del Vallo
- San Lucido
- San Marco Argentano
- San Martino di Finita
- San Nicola Arcella
- San Pietro in Amantea
- San Pietro in Guarano
- San Sosti
- San Vincenzo La Costa
- Sangineto
- Sant'Agata di Esaro
- Santa Caterina Albanese
- Santa Domenica Talao
- Santa Maria del Cedro
- Santa Sofia d'Epiro
- Santo Stefano di Rogliano
- Saracena
- Scala Coeli
- Scalea
- Scigliano
- Serra Pedace
- Serra d'Aiello
- Spezzano Albanese
- Spezzano Piccolo
- Spezzano della Sila

## T
- Tarsia
- Terranova da Sibari
- Terravecchia
- Torano Castello
- Tortora
- Trebisacce
- Trenta

## V
- Vaccarizzo Albanese
- Verbicaro
- Villapiana

## Z
- Zumpano